# 高塚駅

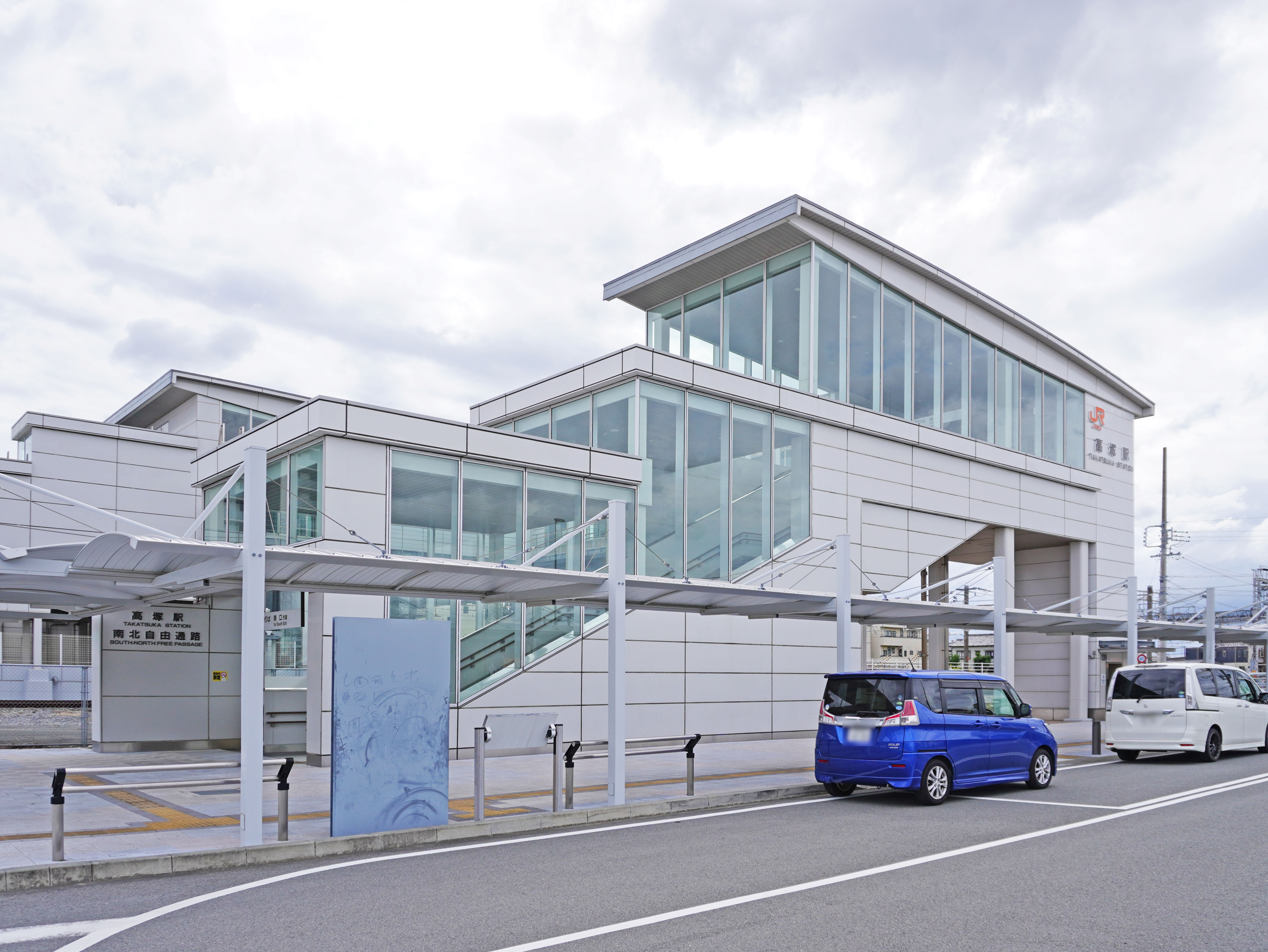
北口（2022年10月）

高塚駅（たかつかえき）は、静岡県浜松市中央区高塚町にある、東海旅客鉄道（JR東海）東海道本線の駅である。駅番号はCA35。
運行形態の詳細は「東海道線 (静岡地区)」を参照。

## 歴史
- 1911年（明治44年）3月31日：国有鉄道東海道本線の浜松 - 舞坂（現・舞阪）間に高塚信号所開設[4][6]。
- 1922年（大正11年）4月1日：高塚信号場に改称[4]。
- 1928年（昭和3年）8月 : 竣工したが党利闘争があり開設出来ず。
- 1929年（昭和4年）7月1日：信号場から駅に昇格、高塚駅開業[4][6]。一般運輸営業開始[4]。
- 1934年（昭和9年）5月30日：遠州織機（現・エンシュウ）専用線新設。
- 1947年（昭和22年）：鉄道弘済会出店。
- 1953年（昭和28年）：高塚変電所設置。
- 1957年（昭和32年）9月25日：スタンダード・ヴァキューム・オイル（英語版）（後のエッソ石油）、出光興産の専用側線が新設。同年浜松〜豊橋電化、電車運転開始
- 1959年（昭和34年）：構内タクシー営業開始。中央タクシー(中央自動車工業（株）)が2台で開業
- 1971年（昭和46年）4月26日：専用線発着を除く貨物取扱廃止[4]。
- 1983年（昭和58年）10月1日：貨物取扱全廃[4]。
  - この頃まで、スズキ本社工場（現・高塚工場）や遠州製作（現・エンシュウ）本社までの専用線があった。
- 1985年（昭和60年）3月14日：荷物扱い廃止[4]。
- 1987年（昭和62年）4月1日：国鉄分割民営化により、東海旅客鉄道（JR東海）の駅となる[4]。
- 1988年（昭和63年）：オリエント・エクスプレス '88がEF58-122牽引で中線に停車。
- 2008年（平成20年）3月1日：TOICAのサービス開始。
- 2015年（平成27年）3月1日：橋上駅舎、南北自由通路の供用を開始[1][2][3]。
- 2017年（平成29年）3月：南口駅前広場供用開始。
- 2018年（平成30年）4月1日：北口送迎レーン供用開始。

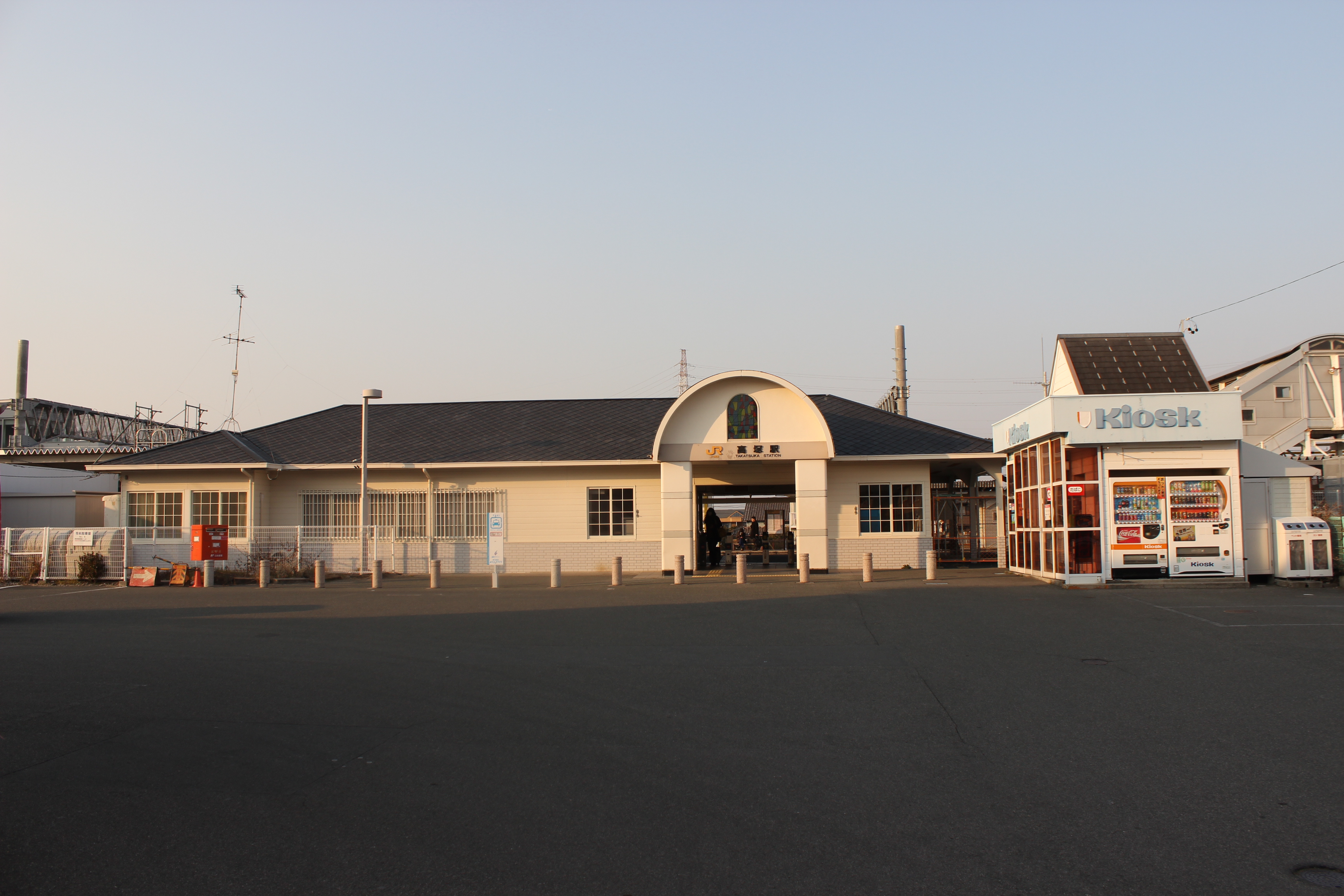
旧駅舎（2015年2月）
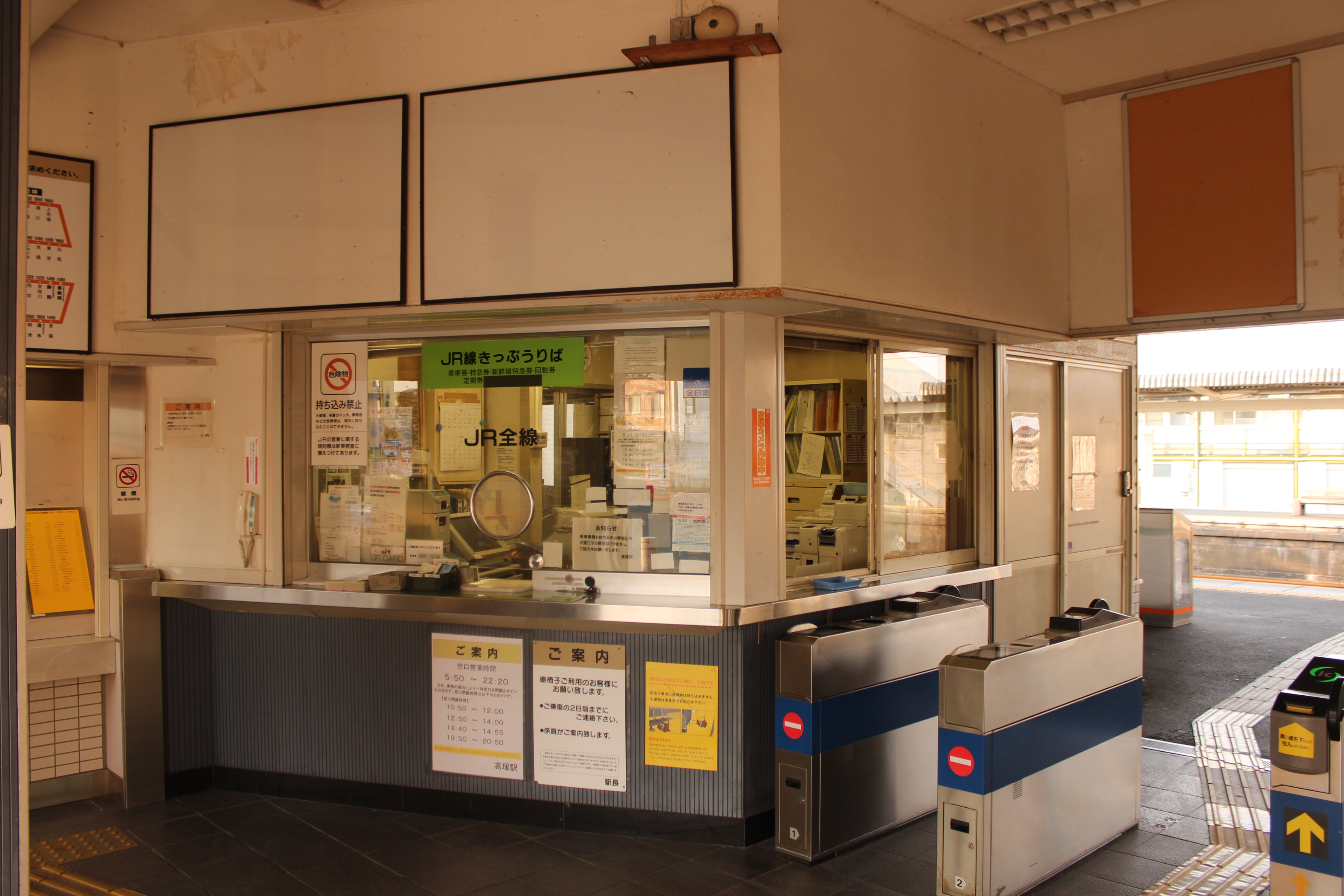
旧駅舎改札（2015年2月）

## 駅構造
単式ホーム1面1線と島式ホーム1面2線、合計2面3線のホームを有する地上駅。上り方面が島式である。
上り本線と下り本線の間にホームの無い中線があり、貨物列車の待避や浜松 - 高塚間の回送列車の折返し線として使用されている。3番ホーム（上り1番線）発着列車は、現在設定されていない。互いのホームは跨線橋で連絡している。以前は下りホームの駅舎より西側に0番ホームがあり国鉄ク5000形貨車が留置されていた。
2011（平成23年）度 - 2015年（平成27年）度に合計約25.5億円、周辺を含めると合計約54.6億円を投じて橋上駅化や自由通路新設等の再整備が行われ、2015年（平成27年）3月1日に橋上駅舎と南北自由通路が供用開始されることになった。
駅長は配置されない駅員配置駅（直営駅）であり、浜松駅が当駅を管理する。自動券売機やJR全線きっぷうりば、自動改札機（簡易型）が設置されている。

### のりば
| 番線 | 路線           | 方向           | 行先             |
| ---- | -------------- | -------------- | ---------------- |
| 1    | CA 東海道本線  | 下り           | 豊橋・名古屋方面 |
| 2    | CA 東海道本線  | 上り           | 浜松・静岡方面   |
| 3    | （予備ホーム） | （予備ホーム） | （予備ホーム）   |

（出典：JR東海:駅構内図）
なお、西浜松駅 - 高塚駅間は西浜松駅の構内が高塚駅直前まで延びている関係で、東海道本線の複線と西浜松駅構内の単線の3線構造となっている。

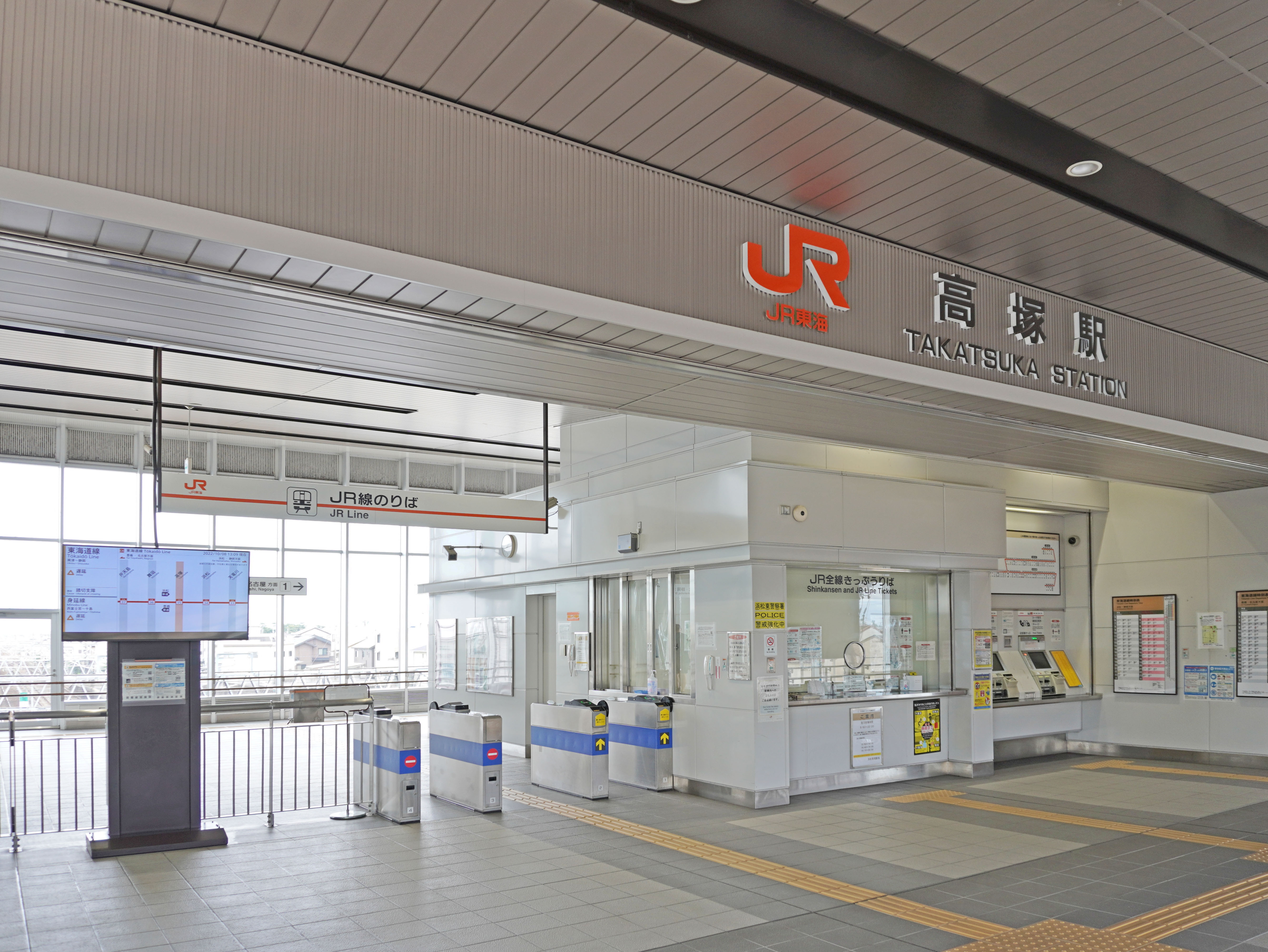
改札口（2022年10月）
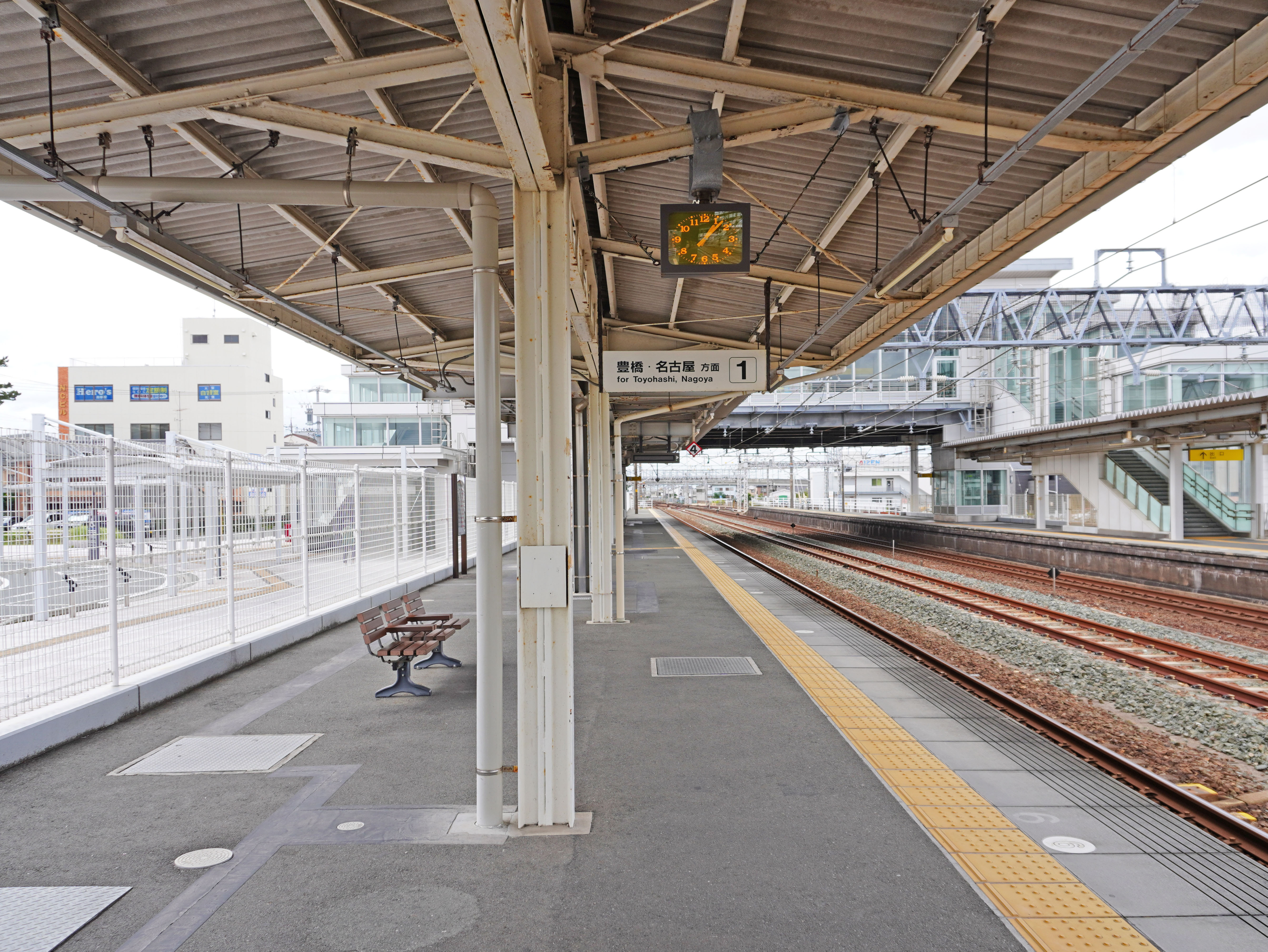
1番線ホーム（2022年10月）
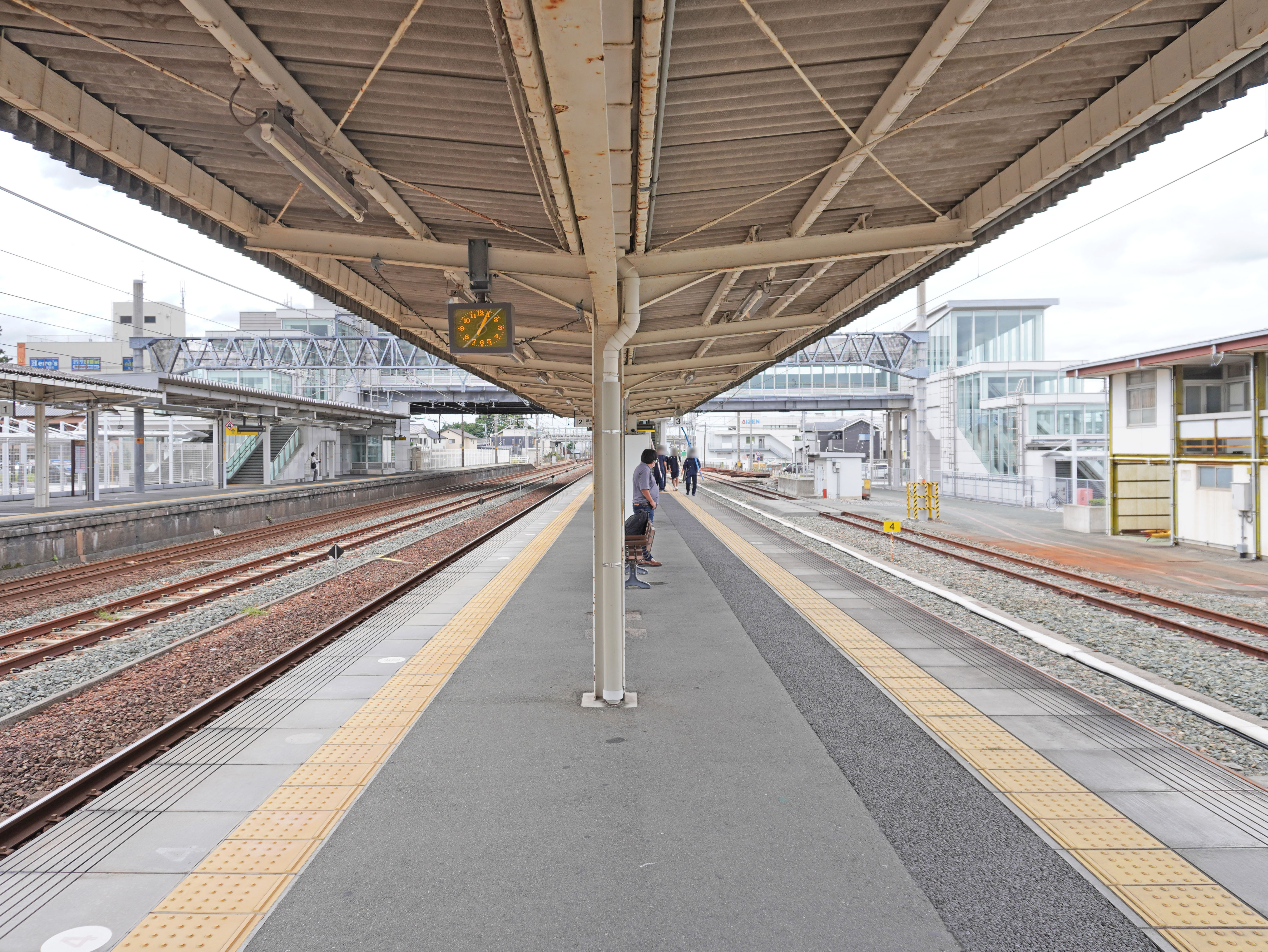
2・3番線ホーム（2022年10月）

## 利用状況
「静岡県統計年鑑」によると、2021年度（令和3年度）の1日平均乗車人員は2,331人である。
1993年度（平成5年度）以降の推移は以下のとおりである。
| 乗車人員推移       | 乗車人員推移     | 乗車人員推移 |
| 年度               | 1日平均 乗車人員 | 出典         |
| ------------------ | ---------------- | ------------ |
| 1993年（平成05年） | 2,428            | [ 7 ]        |
| 1994年（平成06年） | 2,204            | [ 7 ]        |
| 1995年（平成07年） | 2,235            | [ 7 ]        |
| 1996年（平成08年） | 2,264            | [ 7 ]        |
| 1997年（平成09年） | 2,232            | [ 7 ]        |
| 1998年（平成10年） | 2,184            | [ 7 ]        |
| 1999年（平成11年） | 2,183            | [ 7 ]        |
| 2000年（平成12年） | 2,177            | [ 7 ]        |
| 2001年（平成13年） | 2,191            | [ 7 ]        |
| 2002年（平成14年） | 2,246            | [ 7 ]        |
| 2003年（平成15年） | 2,330            | [ 7 ]        |
| 2004年（平成16年） | 2,389            | [ 7 ]        |
| 2005年（平成17年） | 2,332            | [ 7 ]        |
| 2006年（平成18年） | 2,382            | [ 7 ]        |
| 2007年（平成19年） | 2,496            | [ 7 ]        |
| 2008年（平成20年） | 2,499            | [ 7 ]        |
| 2009年（平成21年） | 2,358            | [ 7 ]        |
| 2010年（平成22年） | 2,368            | [ 7 ]        |
| 2011年（平成23年） | 2,430            | [ 7 ]        |
| 2012年（平成24年） | 2,470            | [ 7 ]        |
| 2013年（平成25年） | 2,563            | [ 7 ]        |
| 2014年（平成26年） | 2,533            | [ 7 ]        |
| 2015年（平成27年） | 2,705            | [ 7 ]        |
| 2016年（平成28年） | 2,804            | [ 7 ]        |
| 2017年（平成29年） | 2,820            | [ 7 ]        |
| 2018年（平成30年） | 2,883            | [ 7 ]        |
| 2019年（令和元年） | 2,996            | [ 7 ]        |
| 2020年（令和02年） | 2,232            | [ 7 ]        |
| 2021年（令和03年） | 2,331            | [ 7 ]        |

## 駅周辺
駅周辺は浜松市中央区の南西部である。スズキ本社の最寄り駅であり、北東に同社の本社が広がる。1929年に駅として開業した当時の所在地は浜名郡可美村で、1991年（平成3年）5月1日に可美村が浜松市に編入となるまでは、東海道本線では最後の「村にある駅」だった。
- 国道257号線（旧国道1号線）
- 遠鉄バス浜名線 高塚バス停
- バロー高塚店（旧西友高塚店）
- 高塚駅前郵便局 - 高塚駅の駅舎をデザインした風景印が配備されている。
- スズキ歴史館
- 高塚熊野神社
- 浜松市立可美小学校
- イオン浜松西ショッピングセンター

## 隣の駅
東海旅客鉄道（JR東海）
CA 東海道本線
■特別快速・■新快速・■快速・■区間快速・■普通（快速は上りのみ、新快速は下りのみ運転）
浜松駅 (CA34) - 西浜松駅（貨）- 高塚駅 (CA35) - 舞阪駅 (CA36)